# Feuer frei!
"Feuer frei!" är låt av bandet Rammstein från albumet Mutter, som gavs ut som singel. Låttiteln är en tysk militärterm, som kan översättas till kommandoordet "eld!" eller "fri eldgivning". Låten framfördes live första gången den 16 april 2000, då under namnet "Punk". Låten finns med i ett avsnitt av tv-serien CSI och även i filmen xXx, varifrån flera klipp i musikvideon är tagna. Bandet är även med i filmen, där de spelar på en nattklubb i Prag.
Låten spelas under nästan alla Rammsteins konserter då flera bandmedlemmarna brukar bära eldsprutande masker. 
Svenska metalbandet Sabaton har gjort en cover på låten som finns som bonuslåt på albumet Carolus Rex.

## Låtlista

### Tyska utgåvan
1. "Feuer frei!" – 3:13
2. "Feuer frei! (Rammstein vs. Junkie XL Remix)" – 4:10
3. "Feuer frei! (Rammstein Remix 130)" – 3:44
4. "Feuer frei! (Rammstein Remix 95)" – 3:34
5. "Du hast (A Tribute to Rammstein)" (Cover av Battery) – 4:42
6. "Bück dich (A Tribute to Rammstein)" (Cover av Battery) – 3:39

### UK Editions

#### Gul framsida
1. "Feuer frei!" – 3:11
2. "Mutter" – 3:40
3. "Kokain" – 3:08

- "Feuer frei!" (Musikvideo)

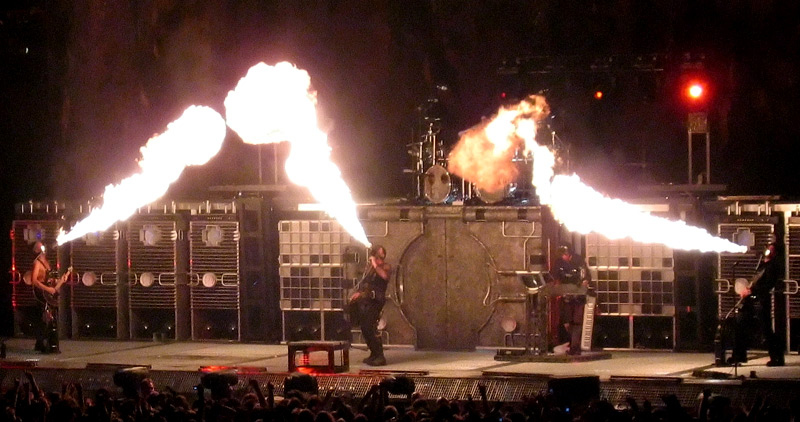
"Feuer frei!" i Globen den 18 november 2004.

- Intervju (på inspelningen av "Sonne")

#### Grön framsida
1. "Feuer frei! (Rammstein vs. Junkie XL Remix)" – 4:10
2. "Mutter" – 4:33
3. "Feuer frei! (Rammstein Remix 95)" – 3:34

- Intervju (på inspelningen av "Ich will")
- Fotogalleri

#### Orange framsida
1. "Du hast (A Tribute to Rammstein)" (Cover av Battery) – 4:42
2. "Bück dich (A Tribute to Rammstein)" (Cover av Battery) – 3:39

- "Feuer frei!" (Musikvideo)
- Intervju (om de tidiga åren av bandet)
- Fotogalleri